# Landing Platform Helicopter
 (février 2019).
Si vous disposez d'ouvrages ou d'articles de référence ou si vous connaissez des sites web de qualité traitant du thème abordé ici, merci de compléter l'article en donnant les références utiles à sa vérifiabilité et en les liant à la section « Notes et références ».

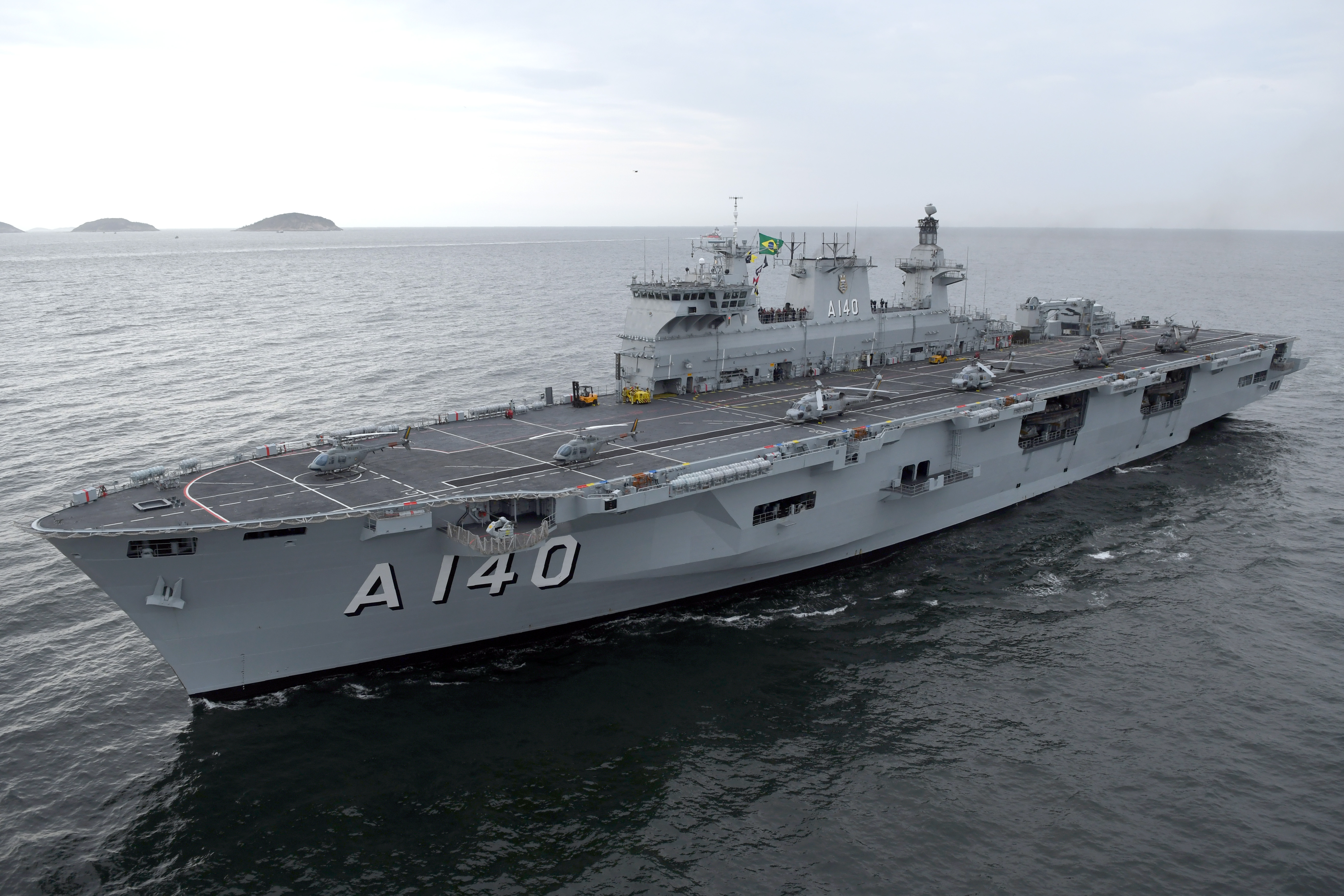
PHM Atlântico

Un Landing Platform Helicopter (LPH) est la désignation, selon la liste des codes des immatriculations des navires de l'US Navy, pour un navire d'assaut amphibie porte-hélicoptères comprenant notamment les bâtiments de classe Iwo Jima de l'US Navy. Retirés du service, ils ont été remplacés par les navires de type Landing Helicopter Dock et Landing Helicopter Assault.

## Classes de LPH

### En service
- Brésil
  - PHM Atlântico ex-HMS Ocean (1)
- Corée du Sud
  - Classe Dokdo (2)

### Retirés du service
Royaume-Uni
- HMS Theseus (en) [1] ;
- HMS Albion (en) [2] ;
- HMS Bulwark (R08) [2] ;
- HMS Hermes (R12) [2].
- HMS Ocean (L12) (Vendu au Brésil en 2018)

 États-Unis
- USS Block Island (LPH-1)[3]
- Classe Iwo Jima(7) ;
- USS Boxer (LPH-4)[4] ;
- USS Princeton (LPH-5)[4] ;
- USS Thetis Bay (LPH-6)[5] ;
- USS Valley Forge (LPH-8)[4].